# Bollodingen
Bollodingen fue hasta el 31 de diciembre de 2010 una comuna suiza del cantón de Berna, situada en el distrito administrativo de Alta Argovia.
Desde el 1 de enero de 2011 parte de la comuna de Bettenhausen.

## Historia
La primera mención del lugar fue hecha en 1262 bajo el nombre de Polatingen. Luego aparecieron las denominaciones de Bolathingen (1266), Bollengingen (1533), Bollondingen (1554) y Bollodingen (1850). La etimología del nombre no es muy clara. Sin embargo se cree que viene del nombre en antiguo alto alemán Bollhard, y significa según esto donde la gente de Bollhard.
En la Edad Media Bollondingen estuvo bajo la soberanía del landgraviato kyburguense de Burgundia. Desde el siglo XIII es mencionado un apellido noble que llevaba el nombre del pueblo. También el monasterio de San Urbano y la familia Stein de Soleura tenían propiedades en la zona. En 1406 Bollodingen cae bajo soberanía bernesa y fue agregada a la bailía de Wangen. Tras la caída del Antiguo Régimen (1798) el pueblo entró a formar parte del distrito de Wangen. Hasta el 31 de diciembre de 2009 situada en el distrito de Wangen.

## Geografía
Bollodingen se encuentra situada en la meseta suiza, en la región de la Alta Argovia, la localidad es atravesada por el Önz, un riachuelo que desemboca no muy lejos en el río Aar.
La antigua comuna limitaba al norte con la comuna de Bettenhausen, al este con Thörigen, al sureste con Ochlenberg, al sur con Hermiswil y Steinhof (SO), y al oeste con Herzogenbuchsee.